# Saber Marionette J Again
Saber Marionette J Again(またまたセイバーマリオネットJ, mata Seibā Marionetto J), es la segunda parte de la saga Saber Marionette J compuesta de 6 OVAs de unos 30 minutos cada uno aproximadamente. Es la continuación inmediata de Saber Marionette J y es tomada como el Program 26 de dicha serie, divida en 6 Load; el título es Plasmatic Crisis.
Los 6 episodios al haber sido lanzados en formato OVA, cuentan con fanservices más explícito que las series de TV. El primer OVA fue lanzado en Japón en el mes de octubre de 1997. Los 6 episodios se emitieron en el canal Locomotion para Latinoamérica, España y Portugal.

## Argumento
La historia se desarrolla inmediatamente después del final de Saber Marionette J, después de que las marionetas regresan de la nave Mesopotamia. Todos regresan a su vida normal, hasta que un día las marionetas de Faust se aparecen en el desayuno. Faust le explica a Otaru por medio de una carta que el propósito de que sus muñecas sable estén ahí es para que Otaru hiciera madurar sus circuitos vírgenes y también para hacerlas capaces de vivir en sociedad, a excepción de Tiger, cuyo circuito virgen quedó seriamente dañado en los capítulos finales de Saber Marionette J, por lo tanto, le pide a Lorelei que repare el circuito virgen de Tiger.
Pero entre toda la paz y tranquilidad, hay un problema, numerosas cosas están desapareciendo, y se culpa a una marioneta, la Chica del Viento. Esta marioneta hace estragos por todo Japanes, robándole su tesoro más preciado a Hanagata (una esfera con Otaru haciendo pose de héroe) y a Panta una espada que Fausto le había regalado.
Un día en el bosque, Yumeji (el hermano menor de Hanagata) se encuentra con esta marioneta, la cual lo secuestra junto a un bebé Ponta para comérselos. Lima los encuentra y después de luchar contra ella y ganarla, la cuida para que se recupere. Se vuelven amigas y Lima insiste para que vaya a vivir con ella y la llama "Marisco" ya que no recordaba más que su número de serie. Al principio esta marioneta no tiene mucha aceptación, pero tras solucionar unos cuantos malentendidos se vuelve amiga de todos. Panta le cambia el nombre de Marisco por el de Marina.
Poco a poco, esta marioneta se empieza a adaptar a la vida en casa de Otaru, solamente con una particularidad, le dan asco los hombres, los repudia y trata de evitarlos al máximo, esta característica y otros factores generan sucesos graciosos, como que las marionetas de Fausto traten de seducir a Otaru.
Fausto ha estado recorriendo el planeta y haciendo investigaciones. En Nueva Texas, se enteran de que están buscando a la NSM-X1, que es Marine. Al parecer a esta marioneta le colocaron 3 circuitos vírgenes y tiene un defecto fatal, y el gobierno del país que la creó no quiere que esto le cause mala reputación.

## Personajes
Otaru Namiya (間宮 小樽 Namiya Otaru?)
Seiyū: Yūka Imai
Otaru no cambia mucho desde su última aparición en Saber Marionette J, tal vez es un poco más maduro.
Lime (ライム Raimu?)
Seiyū: Megumi Hayashibara
Lime es mucho más madura que antes, en parte por su circuito virgen, y también por la responsabilidad de cuidar de Marina.
Cherry (チェリー Cherī?)
Seiyū: Yuri Shiratori
Cherry no cambia mucho, sigue soñando despierta y le da clases de cocina a Lince (a veces le pone tareas imposibles).
Bloodberry (ブラドベリー Buradoberī?)
Seiyū: Akiko Hiramatsu
Se muestra mucho más madura que en Saber Marionette J, se le insinúa a Otaru junto con Lince y Panta.
Marin (まりん?)
Seiyū: Maya Okamoto
Es la marioneta sable de Nueva Texas. A diferencia de las marionetas sables de Otaru y Faust, ésta tiene 3 circuitos virgen. Fue escondida en el fondo del mar por Joey, ya que tenía defectos. A diferencia de las otras marionetas puede controlar el plasma.
Mitsurugi Hanagata (花形 美剣 Hanagata Mitsurugi?)
Seiyū: Takehito Koyasu
Hanagata sigue igual que en Saber Marionette J, la única diferencia es que no solo lo golpean las marionetas de Otaru sino también Panther y Luchs.
Yumeji Hanagata (花形 夢二 Hanagata Yumeji?)
Seiyū: Urara Takano
El hermano menor de Mitsurugi. No cambia mucho.
Lorelei (ローレライ Rorerai?)
Seiyū: Yuri Amano
En Saber Marionette J Again es la única mujer biológica que existe en Terra II, después de ser rescatada de la nave Mesopotamia y vive en el castillo Japanes en donde trata de reparar el circuito virgen de Tiger, entre otros proyectos.
Baikō (梅幸?)
Seiyū: Ai Orikasa
Marioneta sable de la guardia del castillo Japanes. Ahora protege a Lorelei.
Tamasaburō (玉三郎?)
Seiyū: Maria Kawamura
Marioneta sable de la guardia del castillo Japanes. Ahora protege a Lorelei.
Faust (ファウスト Fausuto?)
Seiyū: Hikaru Midorikawa
El Faust que se conoció en Saber Marionette J es completamente diferente al de esta serie, conserva su apariencia fría y calculadora pero quiere el bien para los demás.
Tiger (ティーゲル Tīgeru?)
Seiyū: Urara Takano
Tiger que aparece en esta serie esta dormida mientras Lorelei repara su circuito virgen pero despierta para proteger a Faust.
Luchs (ルクス Rikusu?)
Seiyū: Yūko Mizutani
Luchs es la primera que trata de seducir a Otaru, y también está teniendo algunas clases de cocina con Cherry.
Panther (パンター Pantā?)
Seiyū: Emi Shinohara
Sigue igual de impulsiva y violenta que en Saber Marionette J, también trata de seducir a Otaru. Como curiosidad Panther tiene el cabello corto en esta serie, al contrario de Saber Marionette J y Saber Marionette J to X.
Joey (ジョイ Joi?)
Seiyū: Hiroyuki Oshida
Presidente de Nueva Texas (New Texas), en este caso el diseño es totalmente diferente al mostrado en Saber Marionette J y tiene una personalidad cruel y egoísta. Está muy preocupado por su fama entre la población de Nueva Texas.
Yang Ming (楊明 Yan Min?)
Seiyū: Nobuo Hibita
Profesor e inventor de Xi'An.
Doctor Hess (ドクターヘス Dokutā Hesu?)
Seiyū: Tomohiro Nishimura
Ahora trabaja en algunos proyectos para Nueva Texas. El creó los cyborgs que atacarán a Marin. Ayuda a escapar de prisión a Faust.

## Lista de episodios
Program 26: Plasmatic Crisis (プラズマティック・クライシス, Purazumatikku Kuraishisu)
- Load 01: Felicidad para Todos/Everyone's Happy (みんな幸せ)
- Load 02: Beautiful Marin Blue (美しきマリンブルー)
- Load 03: Amor Desenfrenado/Spontaneous Love Comedy (ラブコメディーは突然に)
- Load 04: Un Pasado Nebuloso/The Silent Assassin (沈黙の暗殺者)
- Load 05: El Despertar/Time of the Heart's Awakening (こころ・めざめの時)
- Load 06: De Regreso al Mar/Return to the Sea (海へ還る)

## Curiosidades
- Dos circuitos vírgenes de marina son del mismo color, amarillo, y solo uno se diferencia siendo verde.
- Lince es la contraparte de Cereza, vemos que tienen la misma inteligencia, pero en los OVAs se muestra que su similitud va más allá, y del mismo modo en que Cereza tiene fantasías amorosas con Otaru, Lince las tiene con Fausto. En el capítulo 1 muestran a Lince abrazándose a sí misma desde la perspectiva de la espalda, idéntico a como lo hace Cereza en el episodio 8 de Saber Marionette J.

}* Durante el tema de inicio del episodio 5, se muestran versiones reales (cosplays) de Lima, Cereza y Zarzamora, que luego se ven en parte en los endings de Saber Marionette J to X.

## Música
- Opening Load 01: Sakaseruze! Dokyo-bana (咲かせるぜ！度胸花) interpretado por Yuka Imai.
- Ending Load 01: hesitation interpretado por Megumi Hayashibara.
- Opening Load 02 a 06: hesitation interpretado por Megumi Hayashibara.
- Ending Load 02: Mamotte Ageru (守ってあげる) interpretado por Akiko Hiramatsu.
- Ending Load 03: HEART BREAK DOWN interpretado por Yuri Shiratori.
- Ending Load 04: Kage ni Nare (影になれ) interpretado por Ai Orikasa.
- Ending Load 05: Kaze no Uta wo Kikinagara (風の詩を聞きながら) interpretado por Urara Kanemaki.
- Ending Load 06: I'll be there (Ballad Version) interpretado por Megumi Hayashibara.